# 韩国标准时
韩国标准时间（韩语：／ Hanguk Pyojunsi；），簡稱KST，是大韓民國使用的標準时间，時區是UTC+9，当協調世界時是凌晨0:00，韓國標準時間就是上午9:00。
韓國曾採用夏時制，但現在已經取消。朝鲜民主主义人民共和国曾於1948年至2015年期間採用此標準時，後於2015年8月15日起改用平壤時間（UTC+8:30）。2018年4月30日，朝鲜最高人民会议发布政令，自2018年5月5日起，恢复原先使用的东九区时间，即将平壤时间调整至与韩国标准时间统一的东九区时间。

## 歷史
1908年4月1日大韓帝國政府採用UTC+8:30作為標準時（官報第3994號／勅令第5號）。
1912年1月1日起，大韓帝國被大日本帝國併吞以後，朝鮮總督府改用與日本標準時一樣的UTC+09:00。
1948年大韓民國獨立後，大韓民國仍繼續使用UTC+09:00時區。1954年3月21日起，恢復UTC+8:30為韓國標準時；然而1961年8月10日後，韓國又改回UTC+09:00。
韓國在1948年－1960年以及1987年－1988年期間曾經採用日光節約時間（夏令時間），調快時間1小時。在1988年夏季奧林匹克運動會（漢城奧運會）結束後不久，廢除日光節約時間。
朝鲜民主主义人民共和国曾於1948年至2015年期間採用此標準時，後於2015年8月15日因紀念脫離日本統治70年的解放日而改用平壤時間。2018年4月30日，朝鲜最高人民会议常任委员会发布政令，自2018年5月5日起，恢复原先使用的东九区时间。

## 註解
1. 1 2  . 观察者. 2018-04-30  [2018-04-30]. （原始内容存档于2018-04-30）.
2. ↑  標準時の変更を　与党議員が発議＝韓国 的存檔，存档日期2013-12-30.
3. ↑  .   [2015-08-07]. （原始内容存档于2021-01-12） （韩语）.

## 外部連結
- 韓國時間 （页面存档备份，存于）
- [大韩新闻 第1461号 Summer Time 实施]. KTV 아카이브. YouTube. 2017-01-02 [1987-04-22]  [2024-04-23]. （原始内容存档于2024-04-23） （韩语）.